# Грбови рејона Курске области
Грбови рејона Курске области обухвата галерију грбова административних јединица руске области — Курске области, са статусом градских округа и рејона, те њихове историјске грбове (уколико их има).
Већина грбова настала је након успостављања Руске Федерације и Курске области, као њеног саставног субјекта.

## Грбови округа и рејона
- 1 — Грб рејона 
 Бјеловски
- 2 — Грб рејона 
 Бољшесолдатски
- 3 — Грб рејона 
 Глушковски
- 4 — Грб рејона 
 Горшечјенски
- 5 — Грб рејона 
 Дмитријевски
- 6 — Грб рејона 
 Жељезногорски
- 7 — Грб рејона 
 Золотухински
- 8 — Грб рејона 
 Касторјенски
- 9 — Грб рејона 
 Коњшјевски
- 10 — Грб рејона 
 Корјењевски
- 11 — Грб рејона 
 Курски
- 12 — Грб рејона 
 Курчатовски
- 13 — Грб рејона 
 Љговски
- 14 — Грб рејона 
 Мантуровски
- 15 — Грб рејона 
 Медвјенски
- 16 — Грб рејона 
 Обојански
- 17 — Грб рејона 
 Октобарски
- 19 — Грб рејона 
 Пристјенски
- 20 — Грб рејона 
 Риљски
- 21 — Грб рејона 
 Совјетски
- 22 — Грб рејона 
 Солнцјевски
- 23 — Грб рејона 
 Суџански
- 24 — Грб рејона 
 Тимски
- 25 — Грб рејона 
 Фатешки
- 26 — Грб рејона 
 Хомутовски
- 27 — Грб рејона 
 Черјемисиновски
- 28 — Грб рејона 
 Шчигровски